# Konstantin Kowalow
Konstantin Fiedotowicz Kowalow (ros. Константин Федотович Ковалёв, ur. 7 maja?/20 maja 1913 w miejscowości Mingrelskaja w Kraju Krasnodarskim, zm. 16 lutego 1995 tamże) – radziecki lotnik wojskowy, kapitan, Bohater Związku Radzieckiego (1944).

## Życiorys
Skończył szkołę budowlaną w Noworosyjsku, pracował w fabryce w Taganrogu, 1934-1938 i ponownie 1941-1946 służył w Armii Czerwonej, w 1937 ukończył wojskową szkołę lotniczą w Stalingradzie. Był pilotem-instruktorem w aeroklubie, w styczniu 1942 ukończył kursy doskonalenia kadry dowódczej Sił Powietrznych Marynarki Wojennej w Mozdoku i został dowódcą klucza, później zastępcą dowódcy eskadry w składzie 21, później 13 pułku lotnictwa myśliwskiego. Brał udział w walkach powietrznych w rejonie Leningradu, Gatczyny, Strielnej, w krajach bałtyckich i w Prusach Wschodnich jako zastępca dowódcy eskadry 13 pułku lotnictwa myśliwskiego 9 Dywizji Lotnictwa Szturmowego Sił Powietrznych Floty Bałtyckiej w stopniu starszego porucznika i później kapitana. Wykonał 487 lotów bojowych i brał udział w 54 walkach powietrznych, strącając osobiście 21 i w grupie 13 samolotów wroga. W 1945 ukończył wyższe kursy oficerskie Sił Powietrznych Marynarki Wojennej, w 1946 został zwolniony do rezerwy. Mieszkał i pracował w Krasnodarze.

## Odznaczenia
- Złota Gwiazda Bohatera Związku Radzieckiego (22 stycznia 1944[1])
- Order Lenina (22 stycznia 1944)
- Order Czerwonego Sztandaru (trzykrotnie, 21 października 1942, 22 czerwca 1943 i 28 lipca 1943)
- Order Wojny Ojczyźnianej I klasy (11 marca 1985)

I medale.